# Slag bij Riade
De Slag bij Riade of de Slag bij Merseburg was een van de veldslagen tussen het Oost-Frankische Rijk en de Hongaren of Magyaren. Zij vond plaats in 933, waarschijnlijk ergens in Thüringen. Er bestaat geen consensus over de plaats van treffen.

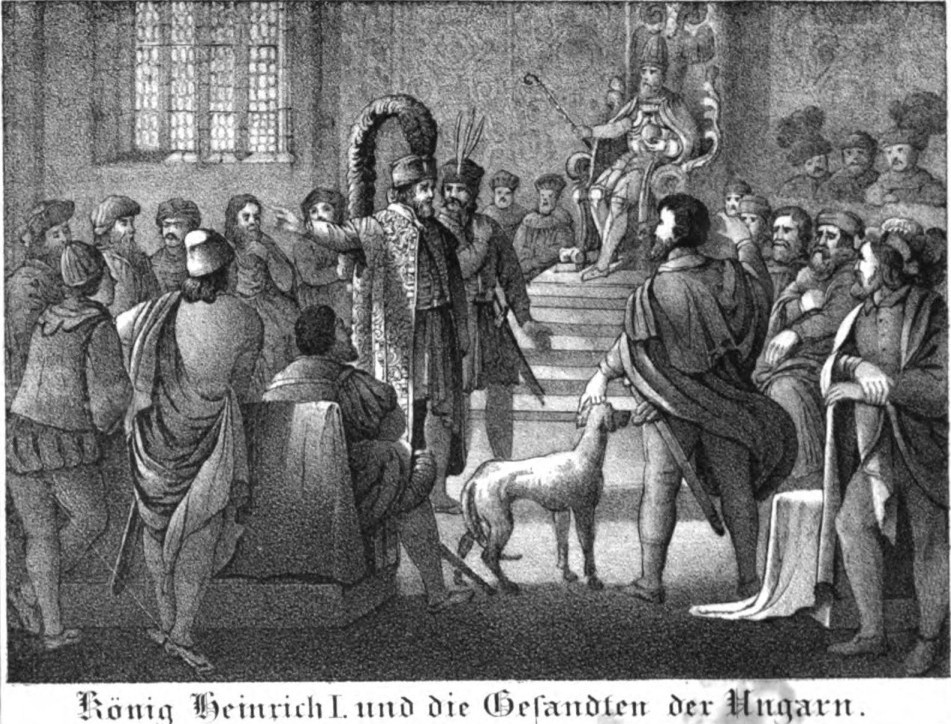
19e-eeuwse Saksische gravure: Hendrik I overlegt met Hongaarse gezanten

De goed uitgeruste Hongaren vielen regelmatig vanuit de Pannonische vlakte binnen in het rijk van de Oost-Frankische koning Hendrik I. Deze wist een 9-jaar durend bestand te treffen met de Hongaren. Dit gaf hem bedenktijd en tijd voor overleg met zijn edelen. Het discussiepunt tijdens het bestand waren de hoge kosten, die vooral kerkelijke instellingen moesten opbrengen, om de wapenstilstand jaarlijks af te kopen. De clerus klaagde er hard over bij Hendrik I. Daarom verzamelde hij, tijdens de wapenstilstand, het Oost-Frankische leger en versloeg de Hongaren in Riade. Volgens de Saksische geschiedschrijver Widukind van Corvey was de overwinning te danken aan de Oost-Frankische cavalerie die inhakte op Hongaren omdat deze laatsten te snel vooruit stormden op het slagveld.
Na deze Hongaarse nederlaag bleef het rustig tot de dood van Hendrik I in 936. De Hongaren herstartten, vanaf 950, volop hun raids op Oost-Frankische steden en abdijen. 

## Zie verder
- historische context van Hongaarse migraties: Hongaren
- Hongaren definitief verslagen door Hendriks zoon, Otto I: de Slag op het Lechveld in 955